# Carcelia dominantalis
Carcelia dominantalis là một loài ruồi trong họ Tachinidae.